# Radiant (Comic)
Radiant ist ein französischer Comic von Tony Valente, der seit Juli 2013 von Ankama Éditions, einem Unternehmen der Ankama Gruppe, publiziert wird. Seit 2013 sind 18 Bände erschienen. Die deutsche Übersetzung erschien ab 2016 erst bei Pyramond, ab Dezember 2021 bei altraverse. Die erste Staffel einer Adaption als Anime wurde 2018 ausgestrahlt und die 2. Staffel startete im Oktober 2019.

## Zusammenfassung

### Der Beginn
Die Welt von Radiant wird täglich von unzähligen, blutrünstigen Kreaturen angegriffen. Niemand weiß, woher sie kommen oder was sie wollen, nur, dass sie vom Himmel als Ei auf den Boden fallen und einmal angekommen ein Monster schlüpft. Diese Wesen nennt man Nemesis. Für normale Bürger ist es unvorstellbar gegen die Nemesis zu kämpfen, denn schon durch eine Berührung infiziert man sich und man stirbt. Jedoch gibt es auch Menschen, die eine solche Berührung überlebt haben und als „infizierte“ weiterleben. Diese Überlebenden erhielten auch noch etwas anderen, die Macht Fantasia nutzbar zu machen. Durch Fantasia, eine Kraft, die die ganze Welt durchströmt, kann man Zauber wirken und unvorstellbares vollbringen. Und somit stellten sich jene Zauberer als Nemesis Hunter den Nemesis gegenüber, um diese zu vernichten. Aber den Menschen bereiteten die Zauberer Angst. Ihre Macht und Kräfte stammten von den Nemesis und somit waren diese auch ein böse. Dadurch wurden die Zauberer gezwungen am Rande der Gesellschaft zu leben und werden diskriminiert und genau wie die Nemesis gefürchtet. Seth, ein fünfzehnjähriger Überlebender eines Nemesis Angriffs, will auch ein Zauberer werden. Mit seiner Lehrmeisterin und Ziehmutter Alma bereist er die Welt. Er muss auch seit Kindestagen mit der Diskriminierung und Aggressivität ihm gegenüber leben und so fasst er den Entschluss den Radiant, den Ort, wo sich alle Nemesis befinden, zu suchen und zu zerstören.

### Die Inquisition
Kurz nach seinem Aufbruch von zu Hause trifft Seth auf ein Schiff der Inquisition. Die Inquisition ist eine Organisation, welche sich zur Aufgabe gemacht hat gegen die Zauberer vorzugehen. In seiner Unwissenheit begibt er sich auf ihr Schiff und um zu fliehen, benutzt er Magie. Da dies aber für die Inquisition als Straftat gilt sperren sie ihn ein und wollen ihn mit in ihr Hauptquartier mitnehmen. Für ihn stellt sich dies jedoch als glücklicher Zufall heraus, denn dadurch lernt er im Gefängnis die Zauberin Mélie kennen. Mit ihrer Hilfe und der ihres Forscher Freundes Doc können sie sich befreien und noch rechtzeitig nach Artémis, der Insel der Zauberer flüchten. Seth trifft im Laufe seiner Reise immer wieder auf die Inquisition und muss gegen sie kämpfen. Die meisten Inquisitoren sehen in den Zauberern eine Gefahr für die Menschheit, da diese ihre Macht missbrauchen könnten, um die Menschen zu unterjochen.

### Artémis
Artémis ist eine Stadt, die am Himmel schwebt und von einem katzenähnlichen Tier, namens Master Lord Majesty, regiert wird. Um Bürger der Stadt zu werden unterschreibt er, in seiner Naivität, einen Brief, der ihm aber nur Schulden überträgt und er somit an die Stadt gebunden ist. In der Stadt angekommen versucht er einen Freund seiner alten Meisterin Alma zu finden Yaga, einer der 13. Zauberer aus dem Zirkel, also den stärksten Zauberern jener Welt. Dieser soll ihm helfen stärker zu werden und ihm mehr Anhaltspunkte über den Radiant verraten. Während seinem Training findet Seth heraus, dass er einer der Einzigen ist, die Fantasia ohne Handschuhe, also ohne ein magisches Item, sammeln und so Magie anwenden können. Da dies auch unter Zauberern nicht üblich ist, versuchen sie dies geheim zu halten, damit ihm nichts passieren wird. In Artémis erlebt Seth aber auch viele unschöne Dinge, weil er so ein Tollpatsch ist und keine Ahnung hat wie man mit Geld umzugehen hat driftet er immer mehr in die Schulden ab und erhält nach kurzer Zeit sogar den Titel „Schuldenkönig“, da er bei weitem die meisten Schulden in der gesamten Stadt hat. Dies zum Bedauern des Forschers Doc, da dieser Seths Schulden mit abbezahlen muss. Dies nutzt Master Lord Majesty immer wieder aus, um ihnen Aufgaben zu geben und bei Festen ihres Ehrens bringt er es fertig ihnen noch mehr Schulden aufzuerlegen.

### Der Kampf in Rumble Town
Die Stadt Rumble Town ist die nächste Stadt von Artémis. Seth macht sich mit seinen Freunden auf den Weg dorthin, er und seine Freunde erhalten einen Brief, in dem ihre Hilfe gefordert wird. Denn allem Anschein nach sind innerhalb der letzten Zeit Menschen aus den äußeren Distrikten der Stadt verschwunden und man vermutet es seien Nemesis am Werk. Hinzu kommt, dass ein Kind Anzeichen einer Infektion hat und seine Familie sich Sorgen um sein Wohlbefinden macht. Dort angekommen sehen sie die Missstände, welche in der Stadt herrschen. Die Immigranten, welche außerhalb der Stadt leben und arbeiten, leben in Armut und Elend, wobei die Stadt selbst prosperiert. Seth, Mélie und Doc finden heraus, dass es sich bei den Vorfällen wirklich um das Werk von Nemesis handelt. Jedoch wurden diese von einem Dominator, jemandem der Nemesis kontrollieren kann, dazu angestiftet. Nach weiteren Nachforschungen, mit einem neuen Verbündeten namens Grimm, einem Bandagierten Zauberer, finden sie heraus, dass dies noch eine viel schlimmere Verschwörung ist. Denn es ist die Inquisition von Rumble Town, die hinter all diesen Vorfällen steckt. Damit wollen sie die Stadt vor der Vielzahl der Immigranten „säubern“, so ihre Erklärung. Mit der Hilfe von Grimm gelingt es Seth, die Dominatorin davon abzubringen die Stadt zu zerstören und sie auf ihre Seite zu bringen. Jedoch tauchen urplötzlich die Wunderwirker, eine Elitetruppe der Inquisition auf, die Seth gefangen nehmen wollen. Damit Seth und seine Freunde entkommen können opfert sich die Dominatorin. Dies bewirkt bei Seth etwas Unnatürliches, denn etwas Böses nimmt Besitz über ihn und er wütet unkontrollierbar in der Stadt und kämpft, mit schier unmenschlichen Kräften, gegen die Wunderwirker. In Letzter Sekunke gelingt es den vier dann dennoch, mit der Hilfe von Master Lord Majesty, wohlbehalten nach Artémis zurückzukehren.

### Die Folgen
Nach diesem Kampf weiß Seth nicht mehr was richtig und was falsch ist. Er hat Angst vor seiner Kraft und vor sich selbst und deshalb geht er ohne Mélie und Doc weiter zur Stadt der Ritter, Caislean Merlin. Jedoch merkt er schnell, dass er ohne sie kein leichtes Spiel hat. Durch Zufall und Glück gelangt es ihm dann doch noch seine übermenschliche Kraft teilweise zu meistern und sich mit Mélie und Doc zu versöhnen. Und somit setzten sie ihre Reise fort.

## Hauptfiguren
Figuren laut Anime News Network:
Seth (セト, Seto)
Japanischer Sprecher: Yumiri Hanamori, franz. Stimme: Thibaut Delmotte
Ein fünfzehnjähriger Junger, welcher einen Nemesis Angriff überlebt hat. Er will den Radiant finden und ihn zerstören, damit die Zauberer in Frieden unter den Menschen leben können, ohne diskriminiert zu werden.
Mélie (メリ, Meri)
Japanischer Sprecher: Aoi Yūki, franz. Stimme: Helena Coppejans
Eine Zauberin, die durch die Nemesis Infizierung eine zwiegespaltene Persönlichkeit besitzt. Normalerweise ist sie eher schüchtern und nett, aber wenn sie in Bedrängnis gerät wird sie das genaue Gegenteil, aggressiv und rachsüchtig.
Doc (ドク, Doku)
Japanischer Sprecher: Shintarō Ōhata, franz. Stimme: Pierre Bodson
Ein Zauberer Forscher. Er arbeitet mit Mélie und später auch mit Seth zusammen.
Alma (アルマ, Aruma)
Japanischer Sprecher: Romi Park, franz. Stimme: Francine Laffineuse
Alma ist die Lehrmeisterin von Seth. Sie ist eine große Zauberin und Nemesis Hunterin und zog Seth nach dem Unfall vor 10 Jahren, als sie ihren Arm verlor groß.
Grimm (グリム, Gurimu)
Japanischer Sprecher: Takehito Koyasu, franz. Stimme: Olivier Cuvelier
Grimm ist ein mysteriöser, in Bandagen eingewickelter, Zauberer. Seth trifft ihn das erste Mal in Rumble Town und von da ihn hilft er ihm immer wieder aufs neue.
Dragunov (ドラグノフ, Doragunofu)
Japanischer Sprecher: Koji Yusa, franz. Stimme: Pierre Lognay
Zu Anfang ein Kapitän der Inquisition und später ein Mitglied der Wundertäter. Er ist immer zwischen den beiden Fronten, denn er will den Menschen helfen, was die Zauberer auch tun, aber zudem gegen die Zauberer vorgehen.

## Veröffentlichungen
| Volume: | Französisches Releasedatum | Japanisches Releasedatum | Deutsches Releasedatum |
| ------- | -------------------------- | ------------------------ | ---------------------- |
| 1       | 4. Juli 2013               | 6. August 2015           | Okt. 2016              |
| 2       | 7. März 2014               | 6. November 2015         | März 2017              |
| 3       | 27. Februar 2015           | 17. Februar 2016         | Aug. 2017              |
| 4       | 20. November 2015          | 16. Juni 2016            | Feb. 2018              |
| 5       | 8. Juli 2016               | 11. April 2017           | Dez. 2018              |
| 6       | 2. Dezember 2016           | 10. August 2017          | Apr. 2019              |
| 7       | 3. Juli 2017               | 20. Dezember 2017        |                        |
| 8       | 1. Dezember 2017           | 25. April 2018           |                        |
| 9       | 25. Mai 2018               | 25. Oktober 2018         |                        |
| 10      | 21. September 2018         | 8. März 2019             |                        |
| 11      | 22. Februar 2019           | 24. Juli 2019            |                        |
| 12      | 30. August 2019            |                          |                        |
| 13      | 31. Jan. 2020              |                          |                        |
| 14      | 28. Aug. 2020              |                          |                        |
| 15      | 28. Mai 2021               |                          |                        |

Anime
Am 31. Januar 2018 wurde eine Anime-Adaption für Oktober desselben Jahres in Japan und im September 2019 in Frankreich angekündigt. Die erste Staffel mit 21 Episoden entstand unter Regie von Seiji Kishi und Daiki Fukuoka im Lerche Animationsstudio. Am Tag der letzten Episode hat NHK dann mitgeteilt, dass es noch eine zweite Staffel, mit ebenfalls 21 Episoden geben wird.

## Rezeption
Radiant war 2019 in der Kategorie Best European Book für den Harvey Award nominiert.
Hiro Mashima, der Autor von Fairy Tail, schrieb über Radiant:

Radiant est une œuvre à la touche très japonisante au point de ressembler au premier coup d’œil à un véritable manga japonais. Le lecteur se rend tout de même compte au fil des pages qu’il s’agit d’une création française. Les différences de codes du manga fermement établies entre les deux cultures ont permis cet alliage, tout en gardant une sensation étrange de métissage est-ouest.
Frei übersetzt:
Radiant ist ein Werk mit einem sehr japanischen Touch, so dass es auf den ersten Blick wie ein wahrhaftiger japanischer Manga wirkt. Beim Lesen wird jedoch klar, dass es sich um eine französische Kreation handelt. Die Unterschiede in den  Codes der Manga, die in den jeweiligen Kulturen etabliert sind, ermöglichen diese Mischung, was ein seltsames Gefühl der Verbindung von Ost und West hervorruft.